# Lucie Petruželová
Lucie Petruželová (* 30. August 2002) ist eine tschechische Tennisspielerin.

## Karriere
Petruželová spielt vor allem Turniere der ITF Women’s World Tennis Tour, wo sie bislang einen Titel im Doppel gewinnen konnte.
In der tschechischen Liga spielte Petruželová von 2014 bis 2016 für den T.T.C.Rožnov und von 2017 bis 2022 für den TK DEZA Valašské Meziříčí.

### College Tennis
Seit 2021 tritt Petruželová für das Damen-Tennisteam der Charlotte 49ers der UNC Charlotte,

## Persönliches
Lucie ist die Tochter von Jiri Petruželov und Vladimira Petruželová und wohnt in Zašová.

## Turniersiege

### Doppel
| Nr. | Datum            | Turnier       | Kategorie | Belag     | Partnerin       | Finalgegnerinnen                       | Ergebnis          |
| --- | ---------------- | ------------- | --------- | --------- | --------------- | -------------------------------------- | ----------------- |
| 1.  | 3. Dezember 2022 | Santo Domingo | ITF W15   | Hartplatz | Ruxandra Schech | Meisha Kendall-Woseley Tiffany William | 6:2, 3:6, [12:10] |